# Gabrielle Suchon
Gabrielle Suchon, née le 24 décembre 1632 à Semur-en-Auxois, morte à Dijon le 5 mars 1703, est une philosophe morale et catholique féministe française. Elle écrit également sous le pseudonyme de G.S. Aristophile.

## Biographie
Le père de Gabrielle Suchon est procureur du roi au bailliage et sa mère, Claude Mongin, est liée au fief de Courtine-lès-Semur. Son père meurt en 1645, alors qu'elle est âgée de 13 ans. 
Elle entre, quelques années après, au couvent des jacobines à Semur-en-Auxois, soit contre son gré, soit en fuyant un mariage forcé. Quelque temps après, Gabrielle Suchon s'échappe du couvent et se rend à Rome pour demander au pape la révocation de ses vœux forcés ; elle obtient d'en être déliée. Malgré un arrêt contraire du parlement de Dijon, elle ne retourne pas au couvent et reste volontairement célibataire, ainsi qu'elle l'expose dans son traité Du célibat volontaire. 
Elle consacre son temps à l'étude et à l'enseignement. Elle acquiert un important savoir sans qu'on sache exactement dans quelles circonstances et auprès de qui. Elle écrit sous le pseudonyme masculin de G.S. Aristophile afin d'éviter la censure réservée aux femmes publiant de la philosophie, G.S. désignant ses propres initiales. Elle commence à publier à l'âge de soixante ans, avec son argent et à perte. Elle fait également le choix de demeurer sans enfants dans le but de mener « une vie tranquille ».
Érudite autodidacte, elle publie plusieurs œuvres féministes. Longtemps oubliée, elle est redécouverte dans les années 1970 par Pierre Ronzeaud et, un peu plus tard, par Paul Hoffmann.

## Pensée et philosophie

### Féminisme
Gabrielle Suchon défend l'égalité entre femmes et hommes. Pour certains, elle revendique une supériorité des femmes sur les hommes. 
Elle s'inscrit dans la querelle des femmes avec le Traité de la morale et de la politique et le traité Du célibat volontaire, ou la vie sans engagement. Elle revendique notamment un droit à la science et dénonce la privation que subissent les femmes comme une coutume injuste.

### Réception de l'œuvre
Depuis la fin des années 1990, plusieurs femmes philosophes se saisissent de son propos : par exemple, Michèle le Dœuff, Elsa Dorlin, Charlotte Sabourin et Julie Walsh. 

## Œuvres
- 1693 : Traité de la morale et de la politique (paru chez B. Vignieu sous le pseudonyme d'Aristophile), éd. par Séverine Auffret, Paris, Éditions des Femmes, coll. « La Philosophe », 1988.  (ISBN 2721003577)
- 1693 : Petit traité de la faiblesse, de la légèreté et de l’inconstance qu’on attribue aux femmes mal à propos, éd. par Séverine Auffret, Paris, Arléa, coll. « Retour aux grands textes », 2002.  (ISBN 2869595654).
- 1693 : La Contrainte, coll. « Des femmes dans l’histoire », Paris, Côté Femmes, 2000.  (ISBN 2911571738)
- 1700 : Du célibat volontaire ou la vie sans engagement, éd. par Séverine Auffret, Paris, Indigo et Côté femmes, 1994.